# Batalha de Kruty
A Batalha de Kruty a confrontos de combate entre o Exército Vermelho e os jovens cadetes da República Popular da Ucrânia que ocorreu no final de janeiro de 1918 e ajudou a atrasar a ofensiva soviética em Kiev.

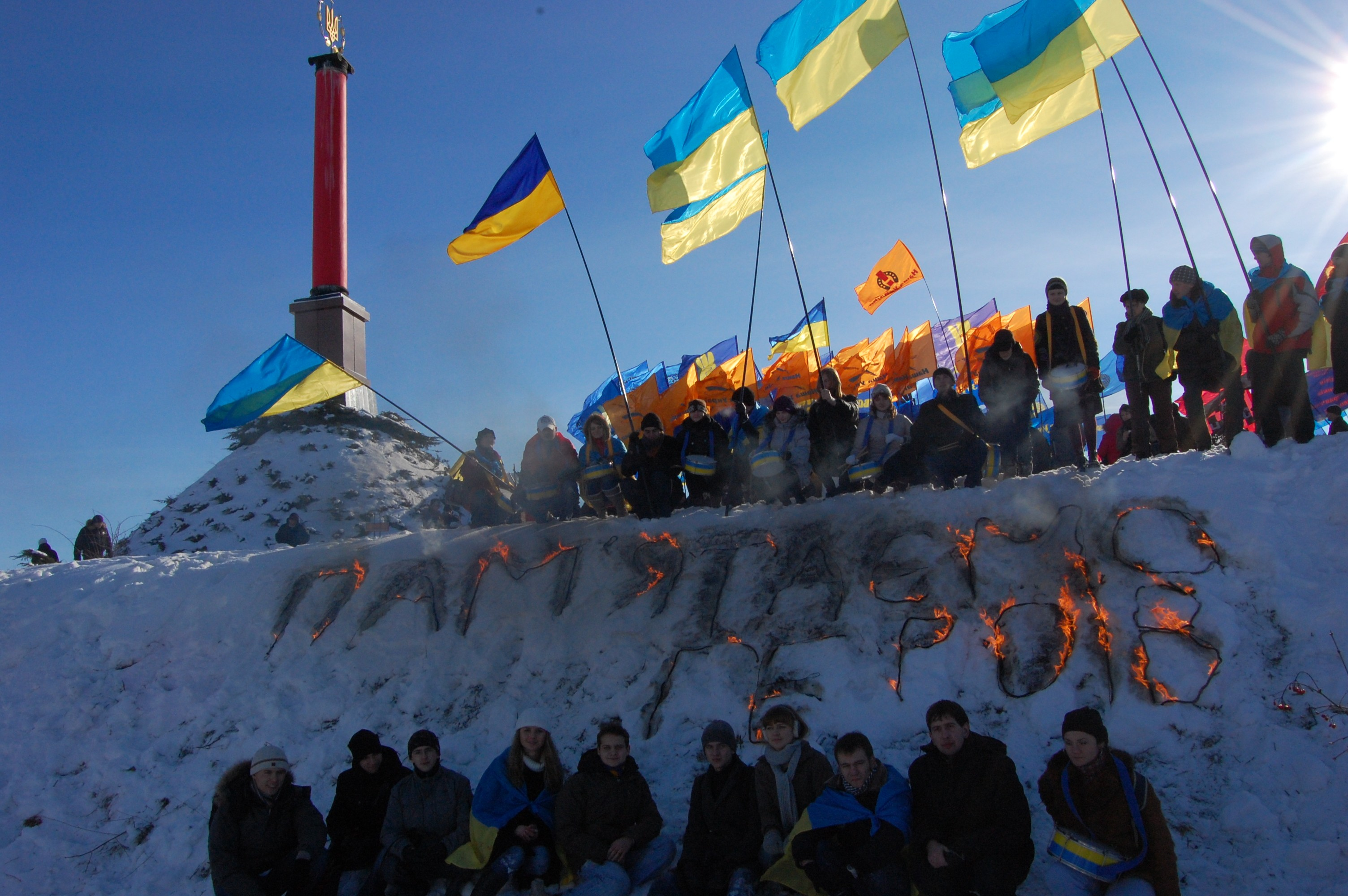
Procissão solene perto do monumento aos heróis de Kruty

A batalha durou várias horas e, depois dela, 30 cadetes ucranianos que não puderam evacuar foram capturados pelos bolcheviques e mortos . Antes do tiroteio, eles cantaram o hino nacional da Ucrânia, e o menino que começou a cantar primeiro, Hryhory Pipsky, de 19 anos, foi morto pessoalmente por Muraviov com um tiro no coração .
O escritor Pavlo Tychyna dedicou-lhes o poema "Em memória de trinta" (ucraniano: Пам'яті тридцяти) .

### No cinema
- Kruty 1918 (Крути 1918, filme 2019) dirigido por Oleksiy Shaparev [4].